# 亨森冰川
64°6′S 60°11′W / 64.100°S 60.183°W
亨森冰川是南極洲的冰川，位於葛拉漢地的底特律高原，在哈格雷夫山西南面4公里注入賴特冰山麓，根據英國公司拍據的照片被繪入地圖，以該國飛機設計師命名。